# David Donato
David Tom Donato fue un cantante estadounidense de heavy metal, popular por su breve paso por la agrupación inglesa Black Sabbath, y por haber hecho parte de la banda de glam metal White Tiger.
Para aquellos que no lo recuerdan, después de la gira Born Again, Black Sabbath lo intentó de nuevo con Ron Keel en la voz y luego con Dave Donato en la voz. Hay algunas demostraciones grabadas, pero hasta la fecha solo una ha aparecido en los círculos públicos. Esa canción es "No Way Out", que luego se convirtió en "The Shining" en el álbum Eternal Idol. Sin embargo, la versión con Donato tiene a Tony Iommi, Geezer Butler, Bill Ward y Geoff Nicholls.
Dave Donato más tarde se unió a la banda "White Tiger" después de que terminó su tiempo con Black Sabbath. White Tiger también tenía a Mark St. John (ex de Kiss) en él. Dave también trabajó brevemente con una versión de la banda Geezer Butler en los años 80, pero nunca salió nada de esas sesiones.
Es más notable para los fanáticos de Sabbath por la sesión de fotos y la leyenda de “ser despedido por una mala entrevista en Kerrang”. Cuán cierto es eso, no puedo decirlo pero ...
Si bien su tiempo en la historia general de Black Sabbath es corto, sucedió y el hombre murió. Escuché su voz en el álbum White Tiger, y me hubiera encantado ver lo que se les ocurrió a él y a Black Sabbath. Nunca lo hicimos, y eso me entristece.
Pude conversar con él un par de veces hace un par de décadas, y parecía un tipo bastante agradable. Si no recuerdo mal, ¿estaba trabajando en una tienda de motocicletas que tenía? (La memoria es un poco borrosa allí).
Murió el 2 de febrero de 2021 a los 66 años. La información no se difundió ampliamente debido a que el cantante dejó la vida pública a principios de los noventa.

## Carrera

### Entrada al grupo Black Sabbath
"Después de Gillan , vivíamos en Estados Unidos, de nuevo en Los Ángeles ", recuerda el guitarrista Tony Iommi. "Estábamos audicionando todo tipo de cantantes diferentes ... y este Dave Donato fue uno de los que probamos algunas veces ... Parecía verse bien y cualquier otra cosa, y parecía estar bien, pero eran solo audiciones. Nunca en realidad lo tenían como parte de la banda. Pero sucedió que Kerrang! o alguien salió para hacer una entrevista y, por supuesto, él estaba allí en ese momento, y tomaron una foto de todos. Así que automáticamente este tipo de repente se convierte en parte de la banda, según todos los demás ".

### Controversia sobre su salida
Contrariamente a los informes, ¡ Donato no fue despedido después de una entrevista con Kerrang! . La banda pronto se vino abajo y Iommi formó un sábado completamente nuevo al año siguiente.

### Demostraciones nunca sacadas
Las demostraciones de Donato, que contienen canciones como "No Way Out", "Dancing with the Devil", "Don't beg the Master" y "Sail On", permanecen fuera del dominio público, pero una sesión de ensayo de 1984 con Donato, Tony Iommi , Geezer Butler y Bill Ward aparecieron en línea en 2006. Esto fue producido por Bob Ezrin.

## Después de Black Sabbath

### Entrada a White Tiger
Después del sábado, Donato se unió al glam metal banda de White Tiger con el ex Kiss guitarrista Mark St. John, que estaba en una banda con Donato antes de unirse a Kiss.

### Grabaciones para un álbum
Donato grabó una demo de siete pistas en 1988 con White Tiger; la intención era grabar un segundo álbum, pero White Tiger se separó antes de que se completara el álbum.

## Carrera posterior
En 1990, Donato se unió a The Keep, fundada por los ex miembros de Kiss, Peter Criss, y su ex compañero de banda de White Tiger, St. John. Esto se convirtió en lo que era esencialmente White Tiger, con Criss reemplazando a Brian James Fox en la batería y Donato reemplazando a David MacDonald. Solo tocaron en vivo una vez, el 2 de mayo de 1990 en una clínica de percusión en la tienda de música Guitar Center en Lawndale , California .

## Muerte
David Donato falleció el 2 de febrero de 2021 tras una larga enfermedad. Está enterrado en Forest Lawn en Cypress, Ca.

## Discografía

### Álbumes de estudio
- 1986 - White Tiger
- 1999 - Raw
- 1984 - The Sabbath Collection

### Recopilatorios
- Rock Warriors
- Live To Rock

### En Vivo
- 1987 - Live In Anaheim

## Lista de canciones

### White Tiger (álbum)
1. "Rock Warriors" - 5:28
2. "Love/Hate" - 5:51
3. "Bad Time Coming" - 6:01
4. "Runaway" - 5:00
5. "Still Standing Strong" - 5:26
6. "Live To Rock" - 4:09
7. "Northern Wind" - 5:13
8. "Stand And Deliver" - 4:38
9. "White Hot Desire" - 4:36

### Raw
1. Do You Want Me
2. You're the One
3. Small Dose of Lovin'
4. What Ya Doin'
5. Day of the Dog
6. Lord of the Fire
7. Love Me or Leave Me
8. She's the Kind of Girl
9. Razor Rock
10. Brother the Devil
11. I'm a Lover
12. Pull It Tight
13. Love Me or Leave Me [Keyboard Version]
14. Baby (Somethin' About You)
15. Out Rockin'
16. Makin' Love
17. Fallin' in Love
18. You're Breakin' My Heart
19. Interlude/Little Pussy [instrumental]
20. Big Cat Strut [instrumental]

### The Keep (Demos)
1. Love For Sale
2. Between The Lines
3. Do You Know What I Mean
4. (Been A) Long Time
5. All Night Long

### Black Sabbath
1. Paranoid - 2:48 (Iommi, Ward, Butler, Osbourne/Westminster Music Ltd.)
2. Behind The Wall Of Sleep - 4:20 (Iommi, Ward, Butler, Osbourne/Westminster Music Ltd.)
3. Sleeping Village - 3:30 (Iommi, Ward, Butler, Osbourne/Westminster Music Ltd.)
4. Warning - 10:47 (Dunbar/Getaway Songs)
5. After Forever - 5:25 (Iommi/Westminster Music Ltd.)
6. Supernaut - 4:40 (Iommi, Ward, Butler, Osbourne/Westminster Music Ltd.)
7. St. Vitus Dance - 2:25 (Iommi, Ward, Butler, Osbourne/Westminster Music Ltd.)
8. Snowblind - 5:27 (Iommi, Ward, Butler, Osbourne/Westminster Music Ltd.)
9. Killing Yourself To Live - 5:40 (Black Sabbath/Westminster Music Ltd.)
10. Sabbra Cadabra - 5:56 (Black Sabbath/Westminster Music Ltd.)
* (Spelled "Sabra Cabadra" on back cover of the album.)
11. The Writ - 7:46 (Black Sabbath/Westminster Music Ltd.)

## Posiciones del álbumes de estudio
BPI certification  (United Kingdom)
| Date            | Designation | Total Sales |
| --------------- | ----------- | ----------- |
| October 1, 1990 | Silver      | 60,000      |
| October 1, 1990 | Gold        | 100,000     |

## Créditos

### Black Sabbath (1984 - 1985)
- Geezer Butler - Bajo Eléctrico
- Tony Iommi - Guitarra
- Bill Ward - Batería
- David Donato - Voz

### White Tiger (1985 - 1986 - 1999)
- Brian James Fox - Batería
- Michael Norton - Bajo Eléctrico
- Mark St. John - Guitarra
- David Donato -voz

### The Keep (1987 - 1988)
- Peter Criss - Batería
- Mark St. John - Guitarra
- Michael Norton - Bajo Eléctrico
- David Donato - Voz

## Bandas
- Black Sabbath - 1984 - 1985
- White Tiger - 1985 - 1999
- The Keep - 1987 - 1988